# 神経質バラエティー 心配さん
『神経質バラエティー 心配さん』（しんけいしつ - しんぱいさん）は、2006年4月5日から2007年3月28日までテレビ東京の「スポバラ」（現：バラエティ7）枠で毎週水曜日に放送されていたバラエティ番組である。

## 番組概要
「安心と信頼のお節介番組」として、名倉潤がゲストにお節介を焼く。収録は毎回ロケーション撮影で行われる。ゲストはお笑いタレントやタレントが主である。
番組の後半から、クイズを出している。答えはCMの後に流れる。
水曜スポバラの番組が40分で放送される番組は当番組が最後となり、2007年4月からは前半・後半の30分ずつの放送による2部構成となった。
なお、名倉潤はこの番組の終了後、3年のブランクを経て木曜バラエティ7枠にて『くだまき八兵衛』を担当している。

## 出演者
- 名倉潤（ネプチューン）
- 田中良典（ナレーション）

## スタッフ
- 構成：榊暁彦、小津間安二郎、小杉四駆郎
- リサーチ：石井千鶴、加藤孝宏（フォーミュレーション）
- 技術プロデューサー：高瀬義美
- カメラマン：辻稔
- ビデオエンジニア：高草木直樹
- 音声：片山勇
- ビデオ編集：川口達也
- MA：梶山恭一
- 音効：平山稚子（佳夢音）
- アートディレクター：松井夢壮
- 番組宣伝：吉居直哉（テレビ東京）
- 制作進行：神田橋亜美
- アシスタントプロデューサー：阿萬文則、山田俊介（ワタナベエンターテインメント）、谷陽子（NET WEB）
- ディレクター：中塚大悟、原田浩司、石井賢次、金子浩（NET WEB）
- 演出ブレーン：藤代賢二（NET WEB）
- プロデューサー：大和田宇一（ワタナベエンターテインメント）、辻村たろう（NET WEB）/ 関光晴（テレビ東京）
- 技術協力：ニユーテレス、麻布プラザ、フジアール
- 制作協力：NET WEB
- 製作：テレビ東京、ワタナベエンターテインメント

## ネット局
| 放送対象地域   | 放送局                | 系列           | 放送日時           | 放送日の遅れ |
| -------------- | --------------------- | -------------- | ------------------ | ------------ |
| 関東広域圏     | テレビ東京 （制作局） | テレビ東京系列 | 水曜 24:12 - 24:53 | 同時ネット   |
| 北海道         | テレビ北海道          | テレビ東京系列 | 水曜 24:12 - 24:53 | 同時ネット   |
| 愛知県         | テレビ愛知            | テレビ東京系列 | 水曜 24:12 - 24:53 | 同時ネット   |
| 大阪府         | テレビ大阪            | テレビ東京系列 | 水曜 24:12 - 24:53 | 同時ネット   |
| 岡山県・香川県 | テレビせとうち        | テレビ東京系列 | 水曜 24:12 - 24:53 | 同時ネット   |
| 福岡県         | TVQ九州放送           | テレビ東京系列 | 水曜 24:12 - 24:53 | 同時ネット   |
| 滋賀県         | びわ湖放送            | 独立UHF局      | 木曜 24:50 - 25:30 | 8日遅れ      |
| 熊本県         | くまもと県民テレビ    | 日本テレビ系列 | 金曜 25:50 - 26:30 | 23日遅れ     |